# Ľubické Kúpele
Ľubické Kúpele jsou zaniklá vesnice v okrese Kežmarok na Slovensku, u obce Ľubica. Obyvatelstvo bylo vystěhováno při vzniku Vojenského obvodu Javorina v roce 1952, který vznikl sloučením obcí Blažov a Ruskinovce a z částí katastrálních území dalších 22 převážně spišských obcí. Při vzniku vojenského obvodu byla tato obec dvakrát násilně vystěhována, ale de iure nezanikla, protože její katastrální území nebylo celé pojaté do vojenského obvodu (§ 2 odst. 1 zákona č. 169/1949 Sb.). Při rušení vojenského obvodu k 1. lednu 2011 bylo katastrální území Ľubické Kúpele přičleněno k obci Ľubica.